# Vladimír Židek (fotbalista)
Vladimír Židek [vladimír židěk] (* 27. března 1948 Žilina) je bývalý slovenský fotbalista a trenér. Žije v Žilině.

## Hráčská kariéra
Během základní vojenské služby hrál za Duklu Prešov a poté v Humenném. Kariéru musel ukončit předčasně v půli 70. let 20. století kvůli zranění kolene.

## Trenérská kariéra
V československé lize vedl ZVL Žilina jako hlavní trenér v 9 zápasech v sezoně 1987/1988 (22.–30. kolo). Předtím byl asistentem Alberta Rusnáka. Dlouhá léta vedl Chemlon Humenné. Působil také v Nacině Vsi a Medzilaborcích.